# Erzbistum Fermo
Das Erzbistum Fermo (lat.: Archidioecesis Firmana, italienisch: Arcidiocesi di Fermo) ist eine in Italien gelegene Erzdiözese der römisch-katholischen Kirche mit Sitz in Fermo.
Das Gebiet des Erzbistums in der Region Marken umfasst alle 39 Gemeinden der Provinz Fermo sowie 13 Gemeinden der Provinz Macerata und sechs Gemeinden der Provinz Ascoli Piceno.
Das Bistum Fermo wurde im 3. Jahrhundert errichtet und am 24. Mai 1589 durch Papst Sixtus V. zum Metropolitan-Erzbistum erhoben.